# Ferulago ternatifolia
Ferulago ternatifolia là một loài thực vật có hoa trong họ Hoa tán. Loài này được Solanas, M.B.Crespo & García-Martín mô tả khoa học đầu tiên năm 2000.